# Juan Manuel Cajigal (municipalité)
Pour les articles homonymes, voir Juan Manuel Cajigal.
Juan Manuel Cajigal est l'une des vingt-et-une municipalités de l'État d'Anzoátegui au Venezuela. Son chef-lieu est Onoto. En 2011, la population s'élève à 13 476 habitants.

## Étymologie
La municipalité est nommée en l'honneur du militaire vénézuélien Juan Manuel de Cajigal y Niño (1757-1823), Capitaine général de Cuba et du Venezuela.

## Géographie

### Subdivisions
La municipalité possède une seule paroisse civile et une parroquia capital, traduite ici par « capitale » (en italiques et suivie d'une astérisque) avec, chacune à sa tête, une capitale (entre parenthèses) :
- Capitale Juan Manuel Cajigal * (Onoto) ;
- San Pablo (San Pablo).